# Taumelfehler
Taumelfehler ist ein geodätisch/vermessungstechnischer Begriff aus der Instrumentenkunde bzw. Messtechnik. Er beschreibt kleine Fehler einer Geräteachse, insbesondere der Kipp- und Stehachse an einem Theodolit, einem Tachymeter oder Laserscanner. Sie können eine zufällige, aber auch systematische Charakteristik haben und betragen je nach Bauart des Instruments etwa 1 bis 3 Winkelsekunden.
Die Ursachen können sein:
- Achs- bzw. Lagerungsspiel
- Unrundheiten im Achslager oder am Achszapfen
- Durchbiegung bei Kugellagerachsen
- temperaturabhängige Achsdeformation
- unregelmäßige Verteilung des Schmierfetts.

## Zufällige bzw. systematische Wirkung
Der Taumelfehler wirkt sich mit etwa 1" auf die gemessenen Horizontalrichtungen aus, in geringem Maß auch auf Vertikalwinkel und Distanzen. Bei den meisten geodätischen Messungen sind die Fehler in der Punktbestimmung unbedeutend. Bei Präzisionsmessungen der Ingenieurgeodäsie oder in der Astrogeodäsie werden sie im Zuge der Ausgleichsrechnung minimiert, wenn die Achsfehler von zufällig-unregelmäßiger Natur sind. Systematische Anteile hingegen lassen sich durch eine geeignete Messanordnung minimieren.
Seit längerem ist bekannt, dass bei Theodoliten mit Zylinderachsen die Taumelfehler eine überwiegend zufällige Charakteristik haben und sich daher durch Wiederholungsmessungen verringern lassen. Dennoch wurden die großen Triangulationstheodolite wie der Wild T4 mit besonders langen Steckzapfen für die Lagerung der Stehachse gefertigt. Der geniale Konstrukteur Heinrich Wild beugte aber bereits um 1935 vielen Achsfehlern vor, indem er die (vertikale) Stehachse durch ein horizontales Kugellager mit zentraler Führung ersetzte. Dadurch wurden der Sekundentheodolit DKM2 und später der DKM3-A zu den genauesten Instrumenten ihrer Gewichtsklasse.
In speziellen Laboruntersuchungen konnte G. Gerstbach zeigen, dass dadurch zwar keine zufälligen Achsfehler mehr existieren, aber eine kleine 120-grädige Systematik von etwa 1" besteht. Ursache ist eine geringfügige Durchbiegung des Unterbaus (einige 0,1 µm) im Bereich zwischen den drei Fußschrauben. Doch auch deren Einfluss lässt sich eliminieren, wenn der Theodolit zur "Halbzeit" der Beobachtungen auf dem Stativ oder Messpfeiler um 180° verdreht wird.